# Amano Dzsun
Amano Dzsun (天野 純; Hepburn: Amano Jun) (Kanagava prefektúra, 1991. július 19. –) japán válogatott labdarúgó.

## Klub
2014-ben a Jokohama F. Marinos csapatához szerződött, ahol 84 bajnoki mérkőzésen lépett pályára és 10 gólt szerzett.

## Nemzeti válogatott
2018-ban debütált a japán válogatottban.

## Statisztika
| Japán válogatott | Japán válogatott | Japán válogatott |
| Időszak          | Mérk.            | gól              |
| ---------------- | ---------------- | ---------------- |
| 2018             | 1                | 0                |
| Összesen         | 1                | 0                |